# Okinawa (stad)

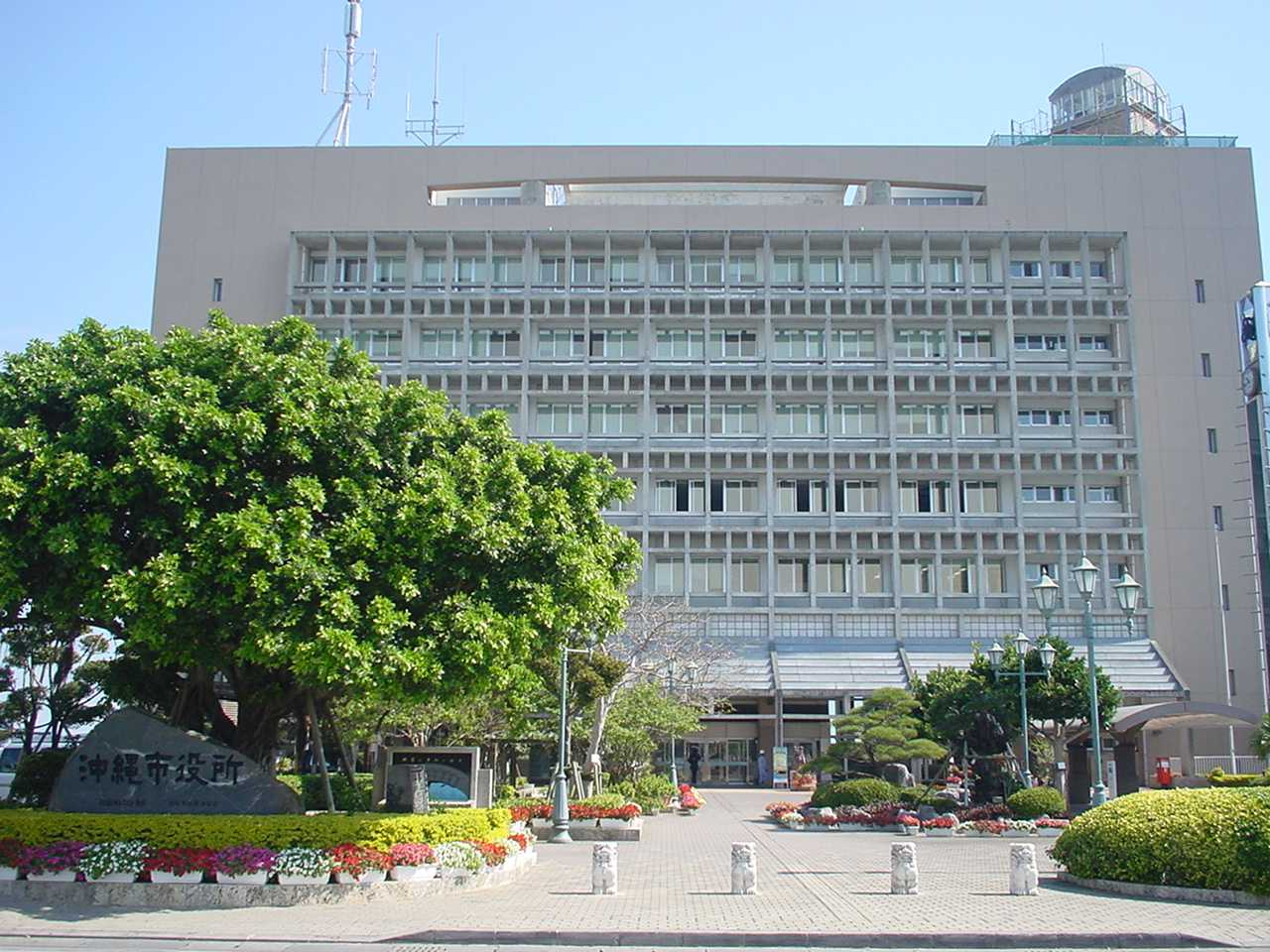
Het stadhuis van Okinawa

 Okinawa  (Japans: 沖縄市,Okinawa-shi) is een stad op het eiland Okinawa in de prefectuur Okinawa, Japan. Het is de op een na grootste stad van het eiland, de hoofdstad Naha is het grootste van het eiland. De stad bevindt zich op ongeveer 20 km van Naha. De stad grenst aan de gemeenten Kadena, Onna, Uruma, Chatan en Kitanakagusuku. 
Op 1 juni 2009 had de stad 129.456 inwoners. De bevolkingsdichtheid bedroeg 2640 inw./km². De oppervlakte van de gemeente is 49 km².
De stad werd op 1 april 1974 gesticht na de fusie tussen de gemeenten Koza en Misato. 
Het Amerikaanse leger heeft zes militaire bases die zich geheel of gedeeltelijk op het grondgebied van de stad bevinden. Het betreft de vliegbasis Kadena, de munitieopslagplaats Kadena, Camp Shields, Camp Zukeran, het Awase Communication Station en een depot van de militaire politie. De Japanse Zelfverdedigingstroepen hebben er tevens een trainingskamp voor luchtafweergeschut. 

## Geboren
- Tamlyn Tomita (27 januari 1966), actrice
- Ben Shepherd (20 september 1968), Amerikaans muzikant
- Chris Horner (23 Oktober 1971), Amerikaans Wielrenner
- Brian Tee (15 maart 1977), Amerikaans acteur en filmproducent
- Zach Bryan (2 april 1996), Amerikaans singer-songwriter